# Concepción (Madrid)
Concepción es un barrio al este de la ciudad de Madrid. Se encuentra dentro del distrito número 15 de Ciudad Lineal. Sus calles principales son la Avenida Donostiarra, Arturo Soria y la calle Virgen de la Alegría. Dentro de los límites del barrio se encuentra el parque El Calero, atravesado por la calle José del Hierro. Es un barrio mayoritariamente residencial salvo la zona que linda con la calle Alcalá, que es de carácter más comercial.
El Barrio de Concepción se extiende:
De norte a sur, desde la calle Juan Pérez Zúñiga, pasando por la calle Virgen del Val hasta la M-30 y la calle de Alcalá y de este a oeste, desde la calle del José del Hierro hasta la calle Alcalde López Casero.

## Historia
En el barrio se han rodado numerosas películas y esta vinculado a la plaza de toros de Las Ventas. Por el barrio transcurría la carretera de La Junquera. Fue urbanizado en el siglo XIX, en el cruce del camino de La Cuerda con la carretera de La Junquera, que se corresponde con la calle Alcalá, como Colonia Agrícola La Purísima Concepción, precursora de las cooperativas de casas baratas.

## Demografía
| Gráfica de evolución demográfica de Concepción entre 1986 y 2016   |
|                                                                    |
| Fuente Ayuntamiento de Madrid/ - Elaboración gráfica por Wikipedia |

## Equipamiento

### Sanidad
- Centro de Salud Estrecho de Corea, Calle del Estrecho de Corea, 1
- Centro de Salud Canal de Panamá, Calle Verdaguer y García

### Dotación policial
- Comisaría Policía Nacional de Ciudad Lineal,  Travesía Virgen de la Roca, 25

### Comercio
- Mercado de Ventas, calle Virgen de la Alegría, 10
- Mercado de San Pascual, calle Virgen el Val 9
- Mercadona, calle Virgen de la Paz, 16
- Ahorramas, calle Virgen de la Alegría, 10
- Ahorramás, calle Virgen el Val 9
- Librería La Maison des Quatre Chats, calle Virgen de Lourdes, 26

### Centros religiosos

#### Católicos
- Parroquia Virgen del Coro, calle Virgen de la Alegría, 12
- Parroquia de la Santísima Trinidad
- Parroquia San Ireneo. Calle de Carlota O’Neill, 26, 28027 Madrid

### Correos
- Calle Alcalde López Casero, 3

### Centros educativos públicos
- Colegio Público Nuestra Señora de la Concepción, calle Virgen del Sagrario, 24
- Colegio Público Carlos V, calle Virgen del Val, 3
- Colegio  Público Méjico (México) AVENIDA  BADAJOZ,  74  28027  MADRID
- Colegio CPEE Infanta Elena, Dirección: Avda. de Badajoz n.º 76, 28027 Madrid.
- Colegio Público CEIP San Benito: Juan Pérez Zúñiga, 36, 28027 Madrid

### Centros educativos privados
- Colegio Santa María del Carmen, calle de los Misterios, 38
- Colegio Montpellier
- Colegio Stella Maris FESD, calle Juan Pérez Zúñiga 47
- Colegio Corazón de María, calle de Zigia, 1
- Colegio Obispo Perelló, calle de la Virgen del Sagrario 22.
- Colegio Nuevo Equipo, calle López de Aranda, 5
- Colegio Casa de la Virgen.

### Zonas verdes
- Parque El Calero, calle deJosé del Hierro, 1, 28027 Madrid
- Parque Baterías/Parque Pablo Ráez, calle Juan Pérez Zúñiga, 2, 28027 Madrid

### Deportivo
- Centro Deportivo Municipal Concepción, calle de José del Hierro, 5